# Vela latina

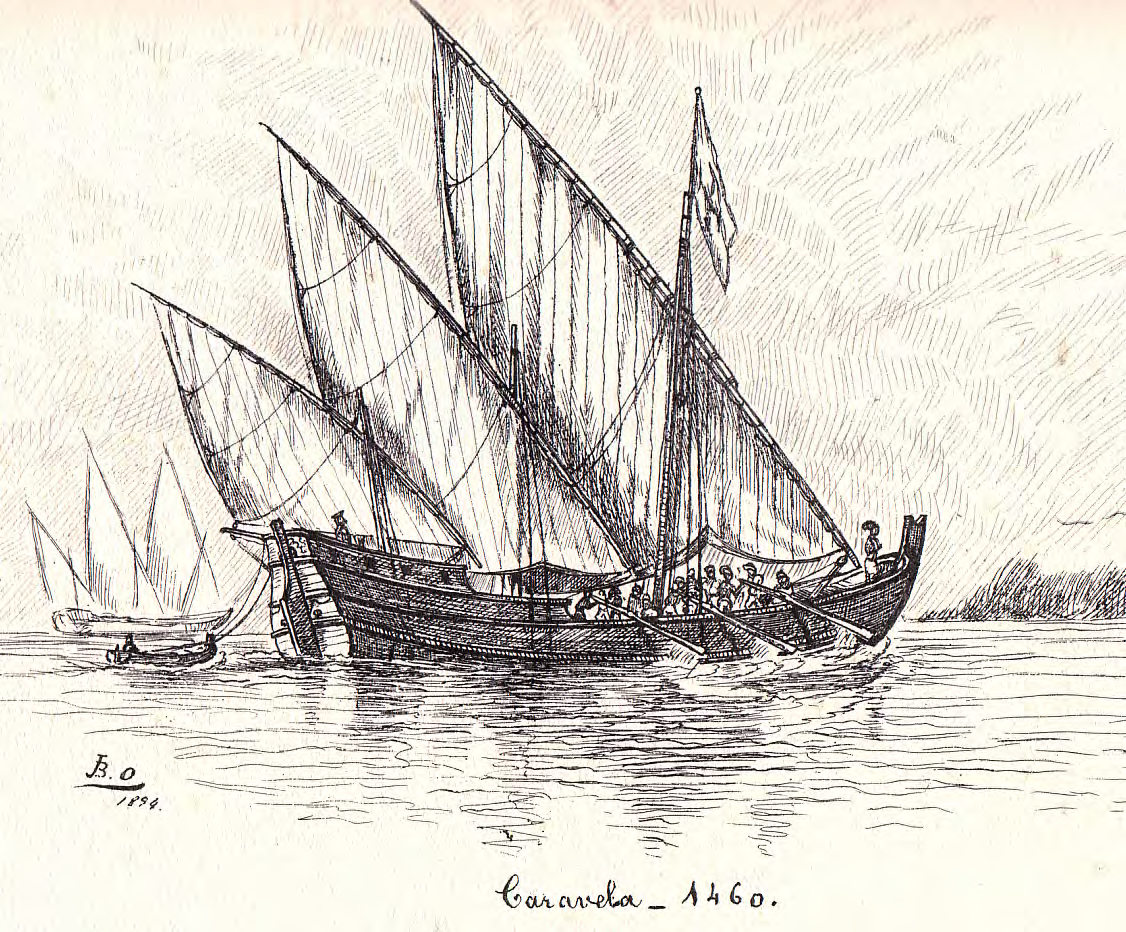
Caravela de Brás de Oliveira utilizando vela latina (G.R.Schwarz The History and Development of Caravels- Texas A&M Universit).

A vela latina é uma vela de formato triangular, desenhada para permitir a navegação de contra-vento.
A grande revolução deste tipo de velas vem do fato de possibilitar a navegação próxima da linha do vento.

## Origem
Em relação à vela latina, vários autores sugeriram no passado que ela foi introduzida no Mediterrâneo pelos Árabes, tendo possivelmente surgido originalmente na Índia. No entanto, a descoberta de novas representações e referências literárias nas últimas décadas recentes, levou os estudiosos a fazer recuar o aparecimento da vela latina no Levante para o final do período helenístico ou início do período romano.
Os portugueses por volta do século XV adaptaram esta vela à famosa caravela portuguesa, tornando-se uma das principais características destas embarcações. Auxiliou os grandes navegadores em suas grandes expedições, e Vasco da Gama foi um dos primeiros a usá-la com esse fim.